# Peugeot Type 21
Pour les articles homonymes, voir Type 21.
La Peugeot Type 21 est un modèle d'automobile produit par le constructeur français Peugeot en 1898.